# Ханс Вернер II фон Райтенау
Ханс Вернер II фон Райтенау (на немски: Hans Werner II von Raitenau zu Hofen Vogt zu Neuburg; † 17 февруари 1549) е германски благородник от род Райтенау от района на Боденското езеро, господар на Хофен при Лохау, фогт на Нойбург на Рейн.
Той е син на Ханс Вернер I фон Райтенау († pr. 1525), фогт на Хоентан, и съпругата му Елизабет или Барбара Ринк фон Балденщайн († 1510). Брат му Йохан е княжески абат на Кемптен (1507 – 1523).
Ханс Вернер II фон Райтенау получава през 1530 г. замък Хофен от крал Фердинанд I. Фамилната гробница е от 1380 г. в манастир Лангнау при Тетнанг.
През 1632 г. фамилията Райтенау е издигната на граф от император Фердинанд II. Фамилията изчезва 1671 г. със смъртта на граф Рудолф Ханибал фон Райтенау (1632 – 1671), син на Волф Дитрих II фон Райтенау (1601 – 1639). Наследстдтвото отива на сестра му Мария Анна Катарина фон Райтенау (1631 – 1658), омъжена 1648 г. с фрайхер Кристоф фон Велшперг и Примьор (1625 – 1675). Техният най-голям син поема през 1677 г. господството Лангенщайн.

## Фамилия
Ханс Вернер II фон Райтенау се жени ок. 1519 г. за Маргарета Зирг фон Зиргенщайн († 1562 в Зиргеншайн), дъщеря на Файт Зирг фон Зиргенщайн († сл. 1510) и Барбара фон Кьонигсег. Те имат децата:
- Ханс Улрих I фон Райтенау († 1587), коадютор (1560), княжески абат на Мурбах и Людерс (1570 – 1587)
- Ханс Гауденц фон Райтенау († 1608), основава „линията Хофен“, женен за Агнес Фогт фон Кастел и Вартенфелс
- Вероника
- Кристина
- Анна
- Амалия
- Ханс Вернер III фон Райтенау († 4 април 1593 в Хърватия), купува дворец Лангенщайн, женен през април 1558 г. за Хелена фон Хоенемс († 29 април 1586 в Лангенщайн), племенница на папа Пий IV, дъщеря на Волф Дитрих фон Хоенемс († 1538) и Чиара де' Медичи (1507 – 1559); родители на:
  - Волф Дитрих фон Райтенау ( * 26 март 1559 в дворец Хофен; † 16 януари 1617 в крепост Хоензалцбург), княжески архиепископ на Залцбург (1587 – 1612)
  - Ханс Рудолф фон Райтенау цу Гмюнд и Лангенщайн († 3 май 1633, Гмюнд), граф, женен 1599 г. за Мария Сидония фон Велшперг († 17 януари 1646, Залцбург), дъщеря на фрайхер Кристоф IV Зигмунд фон Велшперг-Лангенщайн-Примьор (1528 – 1580) и фрайин Ева Доротея Луция фон Фирмиан († 1585)
  - Якоб Ханибал фон Райтенау († 13 юли 1611), на 23 август 1597 г. става едлер, женен 1588 г. за Кунигунда Гремлих фон Юнгинген († 1623)